# Julián Bottaro
Julián Bottaro (Buenos Aires, Argentina; 28 de septiembre de 1992) es un futbolista argentino profesional surgido de las divisiones menores del Club Atlético Huracán, en Argentina. Actualmente se desempeña en Sportivo Barracas.

## Trayectoria

### Huracán
En el Apertura 2010 se destaca cuando Huracán derrota en el clásico a San Lorenzo por 3 a 0, formando dupla de ataque con Luciano Nieto. Además del abultado resultado, este partido se destaca por la titularidad de siete jugadores originarios de las divisiones inferiores de Club Atlético Huracán, incluyendo a Bottaro.
A mediados de 2011 sufre el descenso de categoría debido a los pésimos manejos dirigenciales de ese entonces (siendo este el cuarto en la historia del club) jugando un partido de desempate contra Gimnasia de La Plata y entrando desde el banco de suplentes, se destaca por su buena actuación. En 2013 queda libre del Club Atlético Huracán estando 6 meses sin club entrenando por su cuenta hasta que ficha a mitad de año con el club Universidad Católica De Quito.
El jugador se encuentra en el momento jugando a préstamo en el club Gral. Lamadrid, equipo de la tercera categoría del fútbol argentino, cuyo contrato vence a fin de 2014.
Tras entrevistas al jugador, el declaró, que tiene una total admiración por su hermano Nazareno Bottaro y dice que todo lo que aprendió en el fútbol fue gracias a él.

## Clubes
| Club                          | País      | Año           |
| ----------------------------- | --------- | ------------- |
| Huracán                       | Argentina | 2010-2012     |
| Universidad Católica de Quito | Ecuador   | 2013-2014     |
| General Lamadrid              | Argentina | 2014-2015     |
| Sportivo Barracas             | Argentina | 2016-presente |